# Watertown (Connecticut)
Watertown ist eine Stadt im Litchfield County im US-Bundesstaat Connecticut, Vereinigte Staaten, mit 22.300 Einwohnern (Stand: 2004). 

## Geschichte
Watertown gehörte ursprünglich den Paugasuck Indianern, die 1684 das Land an Thomas Judd und 35 andere Besitzer verkauften. 1780 hat die Legislative von Connecticut Watertown den Status einer Stadt verliehen.

## Schulen
Im Ort befindet sich die 1908 gegründete elitäre Taft School, eine Internats- und Tagesschule für die Klassen 9–12 mit etwa 600 Schülern. Der Bruder des US-Präsidenten William Taft, Horace Taft, leitete sie bis 1936. Viele der Schüler wechseln traditionell auf die Yale University. Zu den Absolventen gehörten der Wissenschaftsphilosoph Thomas S. Kuhn (Abschluss 1940) und der Medizinnobelpreisträger Alfred Goodman Gilman (1958).

## Sehenswürdigkeiten
- First Congregational Church
- Leatherman’s Cave

## Söhne und Töchter der Stadt
- John Trumbull (* 24. April 1750, † 11. Mai 1831), Dichter
- Benjamin Hotchkiss (* 1826, † 14. Februar 1885), Artillerie-Ingenieur
- William Hubert Burr (* 14. Juli 1851, † 13. Dezember 1934), Bauingenieur
- Edward Dunne (* 12. Oktober 1853, † 24. Mai 1937), Politiker
- George Mallory Hendee (* 22. Oktober 1866; † 1943), Fahrradpionier

## Einzelbelege
1. ↑  Our History - Taft School. Abgerufen am 4. Juni 2025 (amerikanisches Englisch).